# Kyathanahalli, Pandavapura
Kyathanahalli là một làng thuộc tehsil Pandavapura, huyện Mandya, bang Karnataka, Ấn Độ.